# Смош (село)
Смош — село в Україні, у Прилуцькому районі Чернігівської області. Населення становить 321 особа. Входить до складу Сухополов'янської сільської громади. Розташоване на річці Смош (притока Удаю), за 19 км від райцентру і залізничної станції Прилуки.

## Історія
Уперше згадується 1629 року. У 1654–1781 роках Смош входив до складу Прилуцького полку як ратушне село.
1732 року віддане на ранг генеральному осавулу Лисенку.
З 1744 року відійшло до Розумовських.
Найдавніше знаходження на мапах за 1787 рік як Смож.
Є запис: «…….и по жене Полтавской губернии Прилукского уезда в селе Смоиш (?) 107 душ и земли 844 десятины ……»
У цьому записі перерахований посаг Любові Іванівни (до шлюбу Маркович). Чоловік Олександр Гнатович Гижицький (1791/1792 — після 1845).
Дочка колезького асесора Івана Дмитровича Марковича та Варвари Василівни, уродженої Кулябко-Корецької (разом з батьками була внесена до 6-ї частини Дворянськогой родоводу книги Чернігівської губернії). Засновник роду Марковичів — Марко Аврамович (пом. 1712), орендар прилуцький та пирятинський, ім'я якого і стало родовим прізвищем для його нащадків. Онучатим племінником Любові Іванівни був історик Олексій Іванович Маркович (1847—1903).
У 1862 році в селі володарському казенному та козачому Смошь (Смож) була церква, завод та 142 двори, де жило 477 осіб.
У 1911 році в селі Смошь була Покровська церква , церковно-парафіївська школа та жила 1321 особа.
Під час революції 1905–1907 років у Смоші відбувалися селянські заворушення.
Протягом 1917—1921 років у селі кілька разів змінювалась влада.
На 1988 рік у селі — центр, садиба колгоспу ім. 60-річчя утворення СРСР, відділення зв'язку, 8-річна школа, фельдшерсько-акушерський пункт, будинок культури, бібліотека. 1965 року споруджено обеліск у пам'ять про воїнів-односельців, які загинули (185 чоловік) на фронтах німецько-радянської війни, надгробок на могилі червоноармійця, загиблого під час громадянської війни, і надгробок на могилі радянського воїна, який поліг 1943 року під час визволення села від нацистських загарбників. Збереглася дерев'яна Покровська церква (1831).
До 2019 року орган місцевого самоврядування — Смоська сільська рада, якій були підпорядковані села Високе, Заудаївське і Лісове.

## Населення

### Мова
Розподіл населення за рідною мовою за даними перепису 2001 року:
| Мова       | Кількість | Відсоток |
| ---------- | --------- | -------- |
| українська | 315       | 98.13%   |
| російська  | 6         | 1.87%    |
| Усього     | 321       | 100%     |

## Відомі люди
Уродженцем села є історик 19 сторіччя Маркевич Олексій Іванович.

## Виноски
1. ↑  ВРУ
2. ↑  Карта частей Киевского, Черниговского и других наместничеств 1787 года. www.etomesto.ru. Архів оригіналу за 11 січня 2022. Процитовано 11 січня 2022.
3. ↑  ИнфоРост, Н. П. ГПИБ | [Вып.] 33 : Полтавская губерния. - 1862. elib.shpl.ru. Архів оригіналу за 15 січня 2021. Процитовано 1 січня 2022.
4. ↑  Зведений каталог метричних книг, клірових відомостей та сповідних розписів (укр.). Центральний державний історичний архів України, м. Київ (ЦДІАК України). Архів оригіналу за 9 січня 2022. Процитовано 9 січня 2022.
5. ↑  Зведений каталог метричних книг що зберігаються в державних архівах України  т.10, кн..1, ст. 114, 544 та 631 (PDF) (укр.). Український науково-дослідницкий інститут архівної справи та документознавства. Архів оригіналу (PDF) за 21 січня 2022. Процитовано 9 січня 2022.
6. ↑  Полтавский губерский статистический комитет. (1911). Список населенных мест Полтавской губернии, с кратким географическим очерком губернии (російською) . Полтава: Электроная типография Д.Н. Подземского Петровская улица собственый дом, 1912. с. 316 з  562.
7. ↑  Чернігівщина: Енцикл. довідник. — К.: УРЕ, 1990. — С.752-753.
8. ↑  http://ukrainaincognita.com/ru/derevyannye-khramy-ukrayny/smosh [Архівовано 27 лютого 2015 у Wayback Machine.].
9. ↑  Рідні мови в об'єднаних територіальних громадах України — Український центр суспільних даних